# Levski Sófia
O Volejbolen klub Levski Sofija  é um time búlgaro de voleibol com sede na cidade de Plovdiv. Atualmente disputa o Campeonato Búlgaro em ambos os naipes.

## História
Entre as modalidades praticadas no Levski, o voleibol desde 1922 sempre ocupou lugar de destaque e coleciona muitos êxitos ao longo dos anos. com uma boa receptividade e uma base para uma ascensão, e em 1928, para estimular a prática,a gestora responsável pelo desporto, a SOSO (Sofia Regional Sports Area), aprovou um regulamento  para os clubes de futebol da capital participarem de competições era obrigatório, montar uma equipe de voleibol e basquetebol, unindo-se a AC-23, o Slavia, o FC-13, o Rakovski e outros.
No campeonato nacional a estreia da equipe masculina foi na terceira edição em 1945, enquanto nos dois anos anteriores somente a equipe feminina participou: 1942 e 1943, este último concluiu no ano de em 1944.Já com sua primeira participação, os jogadores de vôlei azul têm melhor desempenho e merecidamente se tornam campeões. A vitória final e o título do Levski Post Sports Club (Sofia) foram vencidos por Dimitur Pechenyakov, Georgi Georgiev-Gesh, Kiril Rusinov, Atanas Atanassov, Ilia Atanasov, Encho Bagarov e Zshne Toshkovm sob o comando do técnico Dimitar Mukhtarski.
Com três títulos: 1950, 1951 e 1967 é a equipe masculina Spartak (Sofia), que passou a utilizar a alcunha de Levski-Spartak. Os nomes de Boris Vladimirov, Stoycho Kurdjiev, Peyo Purlev, Sergey Gavrilov, Botyo Danailov, Assen Boltchev e Boris Vladimirov, Stoycho Kardjiev, Peyo Perlev, Marin Marinov, Peter Kruchmarov e Kiril Ivanov.
Em 1951, o técnico Metodi Stoilov começou a treinar jovens talentosos no Levski (então Dinamo): Petar Topalov, Velichko Danchev, Nikola Ruski, Haralampi Asparuhov, Aleksandar Aleksiev, Ilia Asenov e outros.Depois com o técnico Dimitar Gigov formou-se um grupo mais competitivo e tiveram uma excelente temporada em 1959.
Então as equipes de Levski em todas as faixas etárias  e naipes campeões nacionais. As medalhas de ouro masculinas são para: Iliya Assenov, Petar Topalov, Georgi Konstantinov-Gibon, Bato Danailov, Haralampi Asparuhov, Nikola Ruski, Aleksandar Aleksiev, Velichko Danchev, Gencho Petkov, Petar Petrov, Kiril Vasilev, Vladimir Prokhorov e Simeon Galithionov. 
Logo depois, foi o domínio total de seis anos da equipe feminina de Levski com sucessivos títulos de 1962 a 1967, esta é também a época do mais alto pico internacional do time azul, quando as mulheres venceram a Liga dos Campeões da Europa em1964. Ainda mais prolongada, oito anos, é a superioridade com os títulos do campeonato nacional da equipe feminina, agora "Levski-Spartak", de 1970 a 1977. Os mesmos oito títulos têm a equipe masculina, já "Levski-Sikonko", de 1999 a 2006.
Os precussores dos sucessos de voleibol em Levski, Spartak, no seu sucessor Levski-Spartak, em Levski-Sikkonko e Levski são os treinadores: Dimitar Muhtarski, Dimitar Pechenyakov, Dimitar Gigov, Methodi Stoilov, Georgi Krastev, Dimitrov Mitko, Alexandre Azmanov, Boris Guderov, Dimitar Dimitrov, Bruno Iliev, Stefan Sokolov, Milorad Kiaz, Petrov Georgi, Vladimir Prochorov, Hristo Trankov, Dimitar Vladimirov, Toni Rachev, Kiril Pavlov, Yordan Mirchev, Tsvetana Paunova, Georgieva, Vasil Gospodinov,Vassil Ayshinov, Georgi Zaharinov, Georgi Choolov, Atanas Malinov, Tsvetan Pavlov, Hristo Iliev, Yanka Prohorova, Dimitar Pangarov, Strahil Balov, Veselina Angelova, Nadia Veleva, Natalia Dikovska, Zhivko Danailov, Nikolay Mladenov, Bojidar Goranov, Georgi Boychev, Tanya Gogova Stoyan Stoev, Stoev Martin, Petar Shopov, Vesela Bratoeva, Radoslav Bakardjiev.
Todos os dirigentes e líderes de voleibol em Levski, Spartak, Levski-Spartak, Levski-Sikkonko e Levski também são muito importantes para o sucesso do clube:  Georgi Chipilev, Georgi Apostolov, Angel Barzashki, Asen Mladenov, Georgi Agaponov, Danail Nikolov, Lukan Varadinov, Anton Musakov, Alexander Tumarov, Anton Skochev, Alexander Koshukeev, Asen Arsov, Simeon Srondev, Ivan Bozhilov, Simeon Delissivkov, Dancho Lazaro.
O alto crescimento no domínio esportivo do azul e dos atletas mais proeminentes também ganhou reconhecimento para a autoridade internacional do voleibol nativo. Nas várias equipas nacionais, sempre contribuíram significativamente para as medalhas conquistadas e para o ranking da Bulgária nos mais prestigiados eventos internacionais. Com os nossos prêmios mais preciosos, os Jogos Olímpicos de Moscou em 1980, quatro dos nacionais foram medalhistas de prata: Jordan Angelov, Mitko Todorov, Hristo Iliev e Hristo Stoyanov; e para as mulheres cinco das medalhas de bronze Tanya Gogova, Galina Stancheva, Tanya Dimitrova, Rositsa Mihaylova e Silva Petrunova. Para o Campeonato Mundial Masculino em Sofia-1970, três são nacionais: Lachezar Stoyanov, Stoyan Stoev e Tsvetan Pavlov..

## Títulos conquistados

### Voleibol feminino
Mundial de Clubes
 Liga dos Campeões da Europa 
- Campeão: 1963-64
- Vice-campeão: 1974-75, 1975-76, 1980-81
- Quarto posto:1976-77,1981-82

 Challenge Cup
 Copa CEV
 Campeonato Búlgaro 
- Campeão: 1958-59, 1960-61, 1961-62, 1962-63, 1963-64, 1964-65, 1965-66, 1966-67, 1969-70, 1970-71,1971-72, 1972-73, 1973-74, 1974-75, 1975-76, 1976-77, 1979-80, 1980-81, 1983-84, 1989-90,1995-96, 1996-97, 1997-98, 1998-99, 2000-01, 2001-02, 2002-03, 2008-09, 2013-14
- Vice-campeão:2014-15,2015-16,2016-17,2017-18,2018-19
- Terceiro posto:2009-10,2011-12,2012-13

 Copa da Bulgária 
- Campeão: 1958-59, 1959-60, 1960-61, 1965-66, 1966-67, 1969-70, 1971-72, 1972-73, 1973-74, 1977-78,1979-80, 1986-87, 1989-90, 1990-91, 1991-92, 1993-94, 1996-97, 1997-98, 1998-99, 2000-01,2001-02, 2002-03, 2004-05, 2005-06, 2008-09, 2013-14, 2015-16
- Vice-campeão:2007-08,2009=10,2011-12, 2014-15,2017-18

 Supercopa Búlgara 
- Vice-campeão:2015

### Voleibol masculino
Mundial de Clubes 
 Liga dos Campeões da Europa 
- Terceiro posto:1959-60

 Taça Challenge
 Taça CEV 
- Vice-campeão:1974-75, 1978-79, 1981-82, 1984-85, 1986-87, 1989-89

 Campeonato Búlgaro 
- Campeão:1944-45,1958-59,1979-80,1984-85,1991-92,1996-97,1998-99,1999-00,2000-01,2001-02,2002-03,2003-04,2004-05,2005-06,2008-09
- Vice-campeão:2006-07. 2009-10
- Terceiro posto:2012-13,2013-14

 Copa da Bulgária 
- Campeão:1959-60, 1965-66, 1967-68, 1971-72, 1979-80, 1982-83, 1986-87, 1988-89, 1995-96, 1996-97, 1999-00, 2000-01, 2002-03, 2003-04, 2005-06, 2011-12, 2013-14

 Supercopa Búlgara 